# Jakers! The Adventures of Piggley Winks
Jakers! The Adventures of Piggley Winks (Pigi y sus amigos en España y ¡Jakers!, las aventuras de Piggley Winks en Hispanoamérica) es una serie de animación irlandesa, es un PBS Kids de 7 de septiembre de 2003 hasta 24 de enero de 2007. El programa fue animado utilizando imágenes generadas por computadora. La serie es transmitida en Latinoamérica en el canal Discovery Kids 2004-2008 y en Chile por el canal Funbox desde 2013, en Estados Unidos por Univisión (doblada en español en abril de 2008); en Irlanda en RTE Two, como parte de la cadena DEN; en Australia, ABC; en Ontario TVOKids; en el Reino Unido, BBC Two, y CBeebies; en Polonia en TVP;  en Brasil en la TV Cultura y Discovery Kids; en Paraguay en El trece de Paraguay y Red Guaraní, en Ecuador por Teleamazonas y Ecuador TV y en Italia en Italia 1. Se ha traducido en gaélico escocés para los espectadores que ven BBC Two Scotland, así como al alemán, irlandés, portugués, danés, sueco, noruego e italiano.
La serie se estrenó en Latinoamérica y comenzó a doblar el 3 de mayo del 2004 hasta el 26 de diciembre de 2008. Fue transmitida hasta finales de 2010 en Discovery Kids.

## Personajes

### Familia Winks
Piggley Winks: es un cerdito de 8 años con mucha imaginación. Ahora cuenta su historia en retrospectiva y tiene 81, nació el 7 de noviembre de 1940, usa suéter de lana y paja, su pantalón es corto y negro y sus botas son verdes y vive en la granja en Tallaght, Irlanda (actualmente Dublín) y desea ser el héroe y cuenta historias inventadas, casi no le gusta estudiar, pero trabaja en la granja ayudando a su papá, tiene mala suerte y siempre va a cenar en el peor momento, al crecer hasta la vejez, como ahora le estaba recordando todo cuando, cuenta sus historias a sus nietos. No aparece su esposa, pero aparece su hija llamada Clara. Piggley ahora tiene 80 años, vive en Estados Unidos con su familia, incluso sus nietos, menos sus padres (ya fallecidos, sin mencionar) y su hermana Molly se quedaron en Irlanda.
Molly Winks: hermana tierna menor de Piggley que siempre adora a los animales de la granja. A Piggley no le gusta que Molly interrumpa el momento, ella tiene los muñecos como Margaret y Duende y su mascota venado se llama Dulce, está enamorada de Felipe Ojoper que está en la escuela pero ella va a ir también en el próximo año, aunque tiene 5 años, cuando tenía cuatro años aprendió a manejar bicicleta que es de su hermano Piggley.
Sra. Bernarda Winks: madre de Piggley y Molly que cuidan siempre y lo educan, ella proviene de Alemania que su raza lo recuerda.
Sr. Patricio Winks: padre de Piggley y Molly que lo quieren mucho, le ordena a Piggley a trabajar en la granja cuando él está cansado, y se divierte, su recuerdo es que el Profesor Honrado era su amigo cuando van a la escuela juntos cuando eran niños como la edad de Piggley.

### Familia Toro
Fernando "Ferny" Toro: Es el mejor amigo de Piggley y Dannan y es un torito que parece vaca. Nació en España, aunque su padre Don Toro es español. Ferny sabe lo de España y se dedica a ayudar en la escuela. Es un poco torpe, su frase sorprendida es "¡Chispas!" y está enamorado de Millie. Ya al crecer hasta la vejez aparece en los episodios "Formula un deseo, parte 1" y "Formula un deseo, parte 2" para celebrar el cumpleaños de Piggley.
Don Toro: padre grande de Ferny que lo quiere mucho aunque su esposa está lejos de Irlanda, él nació en España y la ciudad Tara era su hogar actual y su hijo nació en el mismo lugar, era herrero de la aldea construye cosas con hierro y con metal.
Sra. Toro: madre de Don Toro, que falleció cuando su nieto Ferny tenía 4 años, sólo aparece en la fotografía que tiene Don Toro.

### Familia O'Mallard
Dannan O'Mallard: es la patita de pico plano de 7 años más inteligente de la escuela que se chismea un poco con sus amigos Piggley y Ferny, se molesta a veces cuando no le interesa las otras acciones de sus amigos su traje es de listón rojo, suéter también y sus anteojos, su frase es ¡Que, que, que, que, que, que!.
Sra. O'Mallard: abuela de Dannan que lo cuida muy bien en su choza cerca de su estanque y ella es de Dinamarca, y le enseña a Dannan sus pasos de baile de Yiga y se burlan en la escuela de que su nieta por bailar mal igual a su abuelo (que era su esposo fallecido).

### En la escuela
Profesor Honrado Tareas (su apodo es Genio): es el profesor de todos los de la ciudad. Es amigo del padre de Piggley desde que eran niños de la edad de Piggley; se encarga de vigilar la clase para ver los problemas de Piggley y sus amigos. Es una cabra macho normal y amable, tiene una gatita llamada Peluches (aparece en un episodio), tiene la oportunidad de que la clase sea la mejor.
Héctor: un lobo que fastidia a Piggley y de sus amigos y hace bromas, interrumpe la clase, pero nunca hace la tarea y engaña por eso, su madre toma fotografías y adora los animales, y está celoso de los bailes irlandeses cuando la abuela de Dannan lo enseña.
Gus: un ganso nervioso que va a la escuela con Héctor y le interesa comprar más mascotas y es experto en estudiar y sobre las hojas de los árboles para demostrar a Dannan.
Felipe Ojoper: un conejo de 6 años del que Molly está enamorada; estudia muy bien su padre es constructor de estatuas en el episodio "Buenos vecinos" se muda al lado de la casa de Piggley y él tiene miedo cuando cree que si existe el científico loco, usa lentes y es el nuevo amigo de Ferny.
Millie: la alumna cerdita popular de la clase y sabe de los poemas y de sentimientos buenos, Ferny está enamorado de ella.
Katrina: la amiga gata de Millie y se siente augusta con ella.

### Otros
Doña o Señorita Nanny: una vendedora de una tienda en La Serena que ella cuida y abre todos los días y le da dulces a Piggley y a sus amigos.
Sr. McGandry: es un recolector de vagones del tren y es comandante de la ciudad Tara, aparece en algunos episodios.
Capitán Kumara: es un viejo capitán que vive lejos de la ciudad Tara y cercano de 5 km de la costa, ha descubierto y ha vivido cosas nuevas, aparece en la tercera y última temporada, Piggley y sus amigos visitan algunas veces para averiguar problemas, sobre el fantasma de Capitán White o de una historia de Finn McCoul, el Gigante.
José, Juan y Meg: son los nietos hermanos del abuelo Piggley y le encanta que le cuente historias, recuerdan a los viejos amigos de su abuelo y de la tía Molly, José es menor, Juan es el del medio y Meg es la hermana mayor y única mujer de los tres y estudia matemáticas y Viana es su amiga.
Clara: la hija del abuelo Piggley y madre de sus nietos, que es una buena mujer para tratar a sus hijos como tú, le encanta las historias que cuenta Piggley de cuando era niño.

### Animales
Wiley: el líder de las ovejas, una oveja que tiene cuernos, y habla, le ordena a su rebaño pero no le hacen caso, y juega, duerme, canta e incluso pasta o camina, es bromista, soñador y muy torpe pero lo sabe para demostrar muy bien.
Dulce: una pequeña venadita de Molly que lo adopta como mascota, salta sin parar come frutas y anda siempre con Molly solo en toda la primera temporada completa esta mascota ya no aparecerá.
Peluches: la gata de Doña Nanny, pero solo aparece en un episodio era blanca sin ninguna mancha y come pescado y duerme en la grieta y le gusta pasear en auto, en el episodio "El regreso del gato" (el único donde aparece) está perdida y Piggley y sus amigos van a encontrar y recuperar la recompensa contra Héctor y Molly la quiere ese gato, Willy está enamorado de ella que cree que su nombre es Miau la oveja pequeña.
Thor: el pez favorito de Ferny que su nombre era Tornado, Gus conoció en la tienda de mascotas antes de que el Capitán Kumara lo comprara para ver la sorpresa de Ferny a las 12:00 p. m. pero un año después falleció, Ferny llora sin evitar y sus amigos tratan de olvidar, de ahí hicieron el primer velorio de Tara y llevaron a Thor donde vive. Aparece en el episodio "Despertando a Torr" cuando acaba de fallecer y "¿Cuanto cuesta ese dragón del aparador?" veía que estaba vivo.
Fino (temp. 1-2)/Finnegan (temp. 3): el burro de la granja Raloo, como mascota de la familia Winks, es muy lento y aburrido, nunca corre, pero carga leche en la carreta del padre de Piggley, pero en realidad corre con tanta energía por comer tanta avena, en el episodio " La carrera de burros" Piggley trató de hacer que el Pino fuera el caballo más veloz, sin hacer un ensayo de dos páginas, los burros no tienen herraduras, excepto Fino.
La Cabra: una enorme cabra que ataca a todo el que se acerca a su bosque de árboles de manzanas, en el episodio "La tarta de manzana", Piggley y sus amigos son arrojados por querer agarrar sus manzanas.
Shirley: es la oveja mujer del rebaño, aparece en pocos episodios.
Pequeña Baa: es la oveja pequeña del rebaño, Wiley le mete ideas y en el episodio "Nuevos amigos" aparecen todos sus hermanos.

## Doblaje

### Personajes principales
| Personaje                | Actor de voz original (Estados Unidos) | Actor de doblaje (México)       | Actor de doblaje (España) |
| ------------------------ | -------------------------------------- | ------------------------------- | ------------------------- |
| Piggley Winks/Pigi Winks | Maile Flanagan                         | Diego Ángeles, Alejandro Orozco | Pablo Tribaldos           |
| Piggley Winks/Pigi Winks | Peadar Lamb (abuelo)                   | Rogelio Guerra                  |                           |
| Fernando "Ferny" Toro    | Russi Taylor                           | Diana Santos                    | Sara Vivas                |
| Fernando "Ferny" Toro    | Brendan Gleeson (anciano)              | José Gilberto Vilchis           |                           |
| Dannan O'Mallard         | Tara Strong                            | Karla Falcón                    | Isatxa Mengíbar           |
| Molly Winks              | Tara Strong                            | Ana Lobo, Claudia Motta         |                           |

### Personajes secundarios o recurrentes
| Personaje                                | Actor de voz original (Estados Unidos) | Actor de doblaje (México)                  | Actor de doblaje (España) |
| ---------------------------------------- | -------------------------------------- | ------------------------------------------ | ------------------------- |
| Patricio Winks/Padrig Winks              | Charlie Adler                          | Alejandro Mayén, Gerardo Vásquez           | Carlos del Pino           |
| Bernanrda Winks/Elly Winks               | Russi Taylor                           | Gabriela Michel                            |                           |
| Clara Winks/Ciara Winks, hija de Piggley | Russi Taylor                           | Marcela Páez                               |                           |
| Meg Winks                                | Melissa Disney                         | Isabel Martiñón, Alondra Hidalgo           |                           |
| Juan Winks/Sean Winks                    | Nika Futterman                         | Luis Fernando Orozco, Claudia Motta        | Chelo Molina              |
| José Winks/Seamus Winks                  | Nika Futterman                         | Alejandro Orozco, Actor desconocido        |                           |
| Wiley, la oveja/Wiley, la cabra          | Mel Brooks                             | Sebastián Llapur                           | Juan Luis Rovira          |
| Shirley, la oveja                        | Joan Rivers                            | Erica Edwards                              |                           |
| Profesor Honrado Tareas/Sr. Hornsby      | Charlie Adler                          | Actor desconocido                          |                           |
| Srta. Nanny                              | Susan Silo                             | Yolanda Vidal                              |                           |
| Hector Zorrillo/Héctor                   | Pamela Adlon                           | Héctor Emmanuel Gómez                      |                           |
| Millie Pelly                             | Kath Soucie                            | Actriz desconocida                         |                           |
| Katrina Farrell                          | Kath Soucie                            | Actriz desconocida                         |                           |
| Gus/Gosford                              | Candi Milo                             | Rafael Pacheco                             |                           |
| Felipe Ojoper/Fergal O'Hopper            | Thom Adcox-Hernandez (1ª voz)          | Liliana Barba                              | Pepa Agudo                |
| Felipe Ojoper/Fergal O'Hopper            | Maile Flanagan (2ª voz)                | Liliana Barba                              | Pepa Agudo                |
| Sr. McGandry/Señor MCandry               | Neil Ross                              | César Árias, Ernesto Lezama                |                           |
| Don Toro                                 | Fernando Escandon                      | Rubén Moya                                 | Roberto Encinas           |
| Abuela O'Mallard                         | Fionnula Flanagan                      | Magda Giner                                |                           |
| Capitán Cumara                           | David Kelly                            | Óscar Gómez                                |                           |
| Presentación e insertos                  | N/A                                    | Abel Membrillo                             |                           |
| Presentación                             | N/A                                    | Gerardo Vasquez (En los últimos episodios) |                           |

### Personajes episódicos

#### Temporada 1
| Personaje       | Actor de voz original (Estados Unidos) | Actor de doblaje (México) | Actor de doblaje (España) |
| --------------- | -------------------------------------- | ------------------------- | ------------------------- |
| Voz en la radio | N/A                                    | Francisco Colmenero       |                           |
| Lou, la oveja   | Harry Shearer                          | Gerardo Reyero            |                           |

#### Temporada 2
| Personaje | Actor de voz original (Estados Unidos) | Actor de doblaje (México) | Actor de doblaje (España) |
| --------- | -------------------------------------- | ------------------------- | ------------------------- |
| Gerdie    | Jessica DiCicco                        | Actriz desconocida        |                           |
| Genio     | N/A                                    | Óscar Gómez               |                           |

#### Temporada 3
| Personaje                       | Actor de voz original (Estados Unidos) | Actor de doblaje (México) | Actor de doblaje (España) |
| ------------------------------- | -------------------------------------- | ------------------------- | ------------------------- |
| Voz en la televisión            | N/A                                    | Manuel Campuzano          |                           |
| Sr. McHoof                      | Frank McCourt                          | Roberto Mendiola          |                           |
| Finbarr Honrado/Finbarr Hornsby | Peter Anderson                         | Actor desconocido         |                           |

 Créditos del doblaje mexicano
- Estudio de doblaje: Candiani Dubbing Studios
- Dirección de doblaje: Diana Santos